# Ernst-Kirchweger-Haus
Ernst-Kirchweger-Haus (EKH) er en bygning i Wiens 10. bezirk, Favoriten.
Siden den 23. juni 1990 har det været et socialt besættelsescentrum, som er hjemsted for immigranter og flygtninge, samfundsaktiviteter og politiske grupper.
Besætterne, som beskriver EKH som et "internationalt, multi-kulturelt, antifascistisk centrum", navngav bygningen efter Ernst Kirchweger; en tidligere koncentrationslejrbeboer og medlem af den antifascistiske modstandsbevægelse, som blev dræbt i 1965 af en højreorienteret demonstrant under en demonstration mod Taras Borodajkewycz (tidligere medlem af NSDAP).
I 2003 solgte ejeren af huset, Østrigs kommunistparti, EKH til et ejendomsmæglerfirma, og beboerne blev truet med udsættelse. Efter en lang kamp købte et firma, med tætte kontakter til de kommunale myndigheder i Wien, bygningen i juli 2005, og dermed lader truslen om udsættelse til at være overstået.